# Daniel Berta
Daniel Berta (* 26. November 1992 in Helsingborg) ist ein ehemaliger schwedischer Tennisspieler. Er führte 2009 die Junior-Rangliste an, nachdem er die French Open der Junioren gewonnen hatte.

## Karriere
Daniel Berta erzielte sehr gute Ergebnisse auf der ITF Junior Tour. Bei allen vier Juniorausgaben der Grand-Slam-Turniere spielte. In Wimbledon 2009 sowie bei den Australian Open 2010 konnte er die dritte Runde erreichen. Seinen größten Erfolg erzielte er 2009 bei den French Open. Dort spielte er sich ungesetzt bis ins Finale und gewann dort gegen den Franzosen Gianni Mina in drei Sätzen. Im selben Jahr wurde er ITF-Weltmeister und erreichte die Spitze der Junior-Rangliste.
Die ersten Turniere als Profi spielte Berta sogleich auf der ATP Tour. In Båstad wurde ihm 2009 im Einzel und Doppel eine Wildcard zugesprochen; in ’s-Hertogenbosch im Einzel und in Stockholm im Doppel ebenfalls. Bei all diesen Matches unterlag er ohne eigenen Satzgewinn. In der Folgezeit spielte er nur noch Turniere der niedriger dotierten ITF Future Tour. Hier konnte er 2011 das einzige Mal ein Finale erreichen, das er verlor. Wenig später kam er auf sein Karrierehoch von Platz 637 in der Tennisweltrangliste. Wegen ausbleibenden Erfolgs beendete er 2013 seine Karriere.
2019 wurde er Trainer seines Landsmannes Michael Ymer.